# Cristonia biloba
Cristonia biloba là một loài thực vật có hoa trong họ Đậu. Loài này được (Benth.) J.H. Ross mô tả khoa học đầu tiên năm 2001.